# Karl Ulfsson (Ulvätten)
Karl Ulfsson, också känd som Junker Karl, död 1260, var son till jarlen Ulf Fase, och omnämns i Erikskrönikan som junker Karl. Han var folkung, och därmed i opposition mot Birger jarl, även om han inte deltog i slaget vid Herrvadsbro. Karl Ulfsson testamenterade ett flertal gårdar i Sverige till Tyska orden. 
Karl sägs ha gått i en frivillig landsflykt p.g.a. sin dåliga relation till Birger jarl, och blev medlem i Tyska orden i Livland. Han skall ha stupat ogift, i Tyska ordens slag vid Durben, Kurland den 13 juli 1260.